# Nigrita
Nigrita es un género de aves paseriformes perteneciente a la familia de Estrildidae. Se pueden encontrar en estado silvestre en África. Fue descrito científicamente en 1843 por el ornitólogo Hugh Edwin Strickland en una publicación de la Zoological Society of London (PZS Pt.X no.117 p.145).

## Especies
El género Nigrita consiste las siguientes aves:
- Nigrita bicolor - negrita pechirrufa;
- Nigrita canicapilla - negrita canosa;
- Nigrita fusconota - negrita pechiblanca;
- Nigrita luteifrons - negrita frentigualda.